# Eletto Alessandri
Eletto Alessandri detto Bazza (Cinigiano, 27 febbraio 1927 – Cinigiano, 2 agosto 2003) è stato un fantino italiano.

## La carriera
La fama di Bazza (così soprannominato per il mento sporgente; in toscano "bazza" significa appunto mento) si lega al Palio di Siena, manifestazione nella quale il fantino maremmano ha raccolto ben 6 vittorie su 36 partecipazioni.
L'esordio in Piazza del Campo avviene nell'immediato dopoguerra, il 16 agosto 1947, quando il Drago lo chiama a montare la cavalla Noce. Nonostante una buona partenza, la corsa di Bazza non sarà ricordata come una delle migliori: nella carriera pensa per lo più ad ostacolare, riuscendoci, il Nicchio favorito, per poi cadere al secondo Casato.
Due anni dopo Bazza torna a Siena: nel Palio del 2 luglio 1949 monta Lirio con il giubbetto della Chiocciola. I pronostici sono tutti contro la contrada di San Marco: Lirio è da molti considerato una "brenna" (espressione che in gergo senese indica un cavallo di scarse qualità), mentre la nemica Tartuca ha affidato il forte Piero al grande fantino Ciancone. Dopo una mossa che premia Selva e Valdimontone, si fanno luce proprio la Chiocciola e la Tartuca, insieme con il Bruco. Il sorprendente Lirio fa l'andatura e Bazza può tener dietro i rivali a colpi di nerbate. Al terzo San Martino la svolta: Tartuca e Bruco, alla disperata ricerca di una rimonta, si urtano e finiscono ambedue sul tufo. Per Bazza è un gioco da ragazzi concludere vittorioso, regalando agli increduli chiocciolini un successo insperato.
I periodi a seguire sono difficili per Bazza: gli anni cinquanta, durante i quali corre per lo più per Drago, Civetta e Chiocciola, non vedono mai vittorioso il fantino maremmano. Ma Bazza non demorde e gli anni sessanta saranno di tutt'altra musica. È in occasione del palio del 16 agosto 1965 che Alessandri viene chiamato a montare Arianna dalla Selva. Le ambizioni di successo della contrada di Vallepiatta, in quegli anni plurivittoriosa, sono frenate dalle due grandi favorite, l'Oca con l'emergente Aceto su Danubio e la Lupa con Tristezza su Selvaggia. Quando però il mossiere Wilson Pesciatini cala i canapi, avviene l'imprevisto: Aceto cade, mentre la Lupa è colta di sorpresa e parte in netto ritardo. Bazza invece compie un'ottima partenza: partito terzo, dietro a Giraffa e Montone, supera le battistrada al primo San Martino e non molla più il comando.
L'anno dopo, a luglio, Bazza torna nel Drago. Il soggetto da montare, l'ottima Topolona, lascia ben sperare per la carriera. Per la verità la partenza del Drago non è delle migliori, ma la fortuna è dalla parte di Bazza: ingabbiato nelle retrovie, si trova improvvisamente tra i primi quando, al primo Casato, una caduta generale fa fuori ben 5 contrade. Giraffa, Selva e Drago restano così a contendersi il cencio. Bazza gioca d'astuzia e resta dietro alle avversarie in attesa del momento propizio per passare. Al terzo e ultimo San Martino la svolta: Falco, il barbero Giraffino, non gira, mentre quello selvaiolo, Beatrice, è sfinito e si ritrova in testa solo per un attimo. Bazza e Topolona sono infatti lesti a passare e per il fantino maremmano è il secondo successo consecutivo, il terzo in totale.
Ad agosto il Drago riceve in sorte Arianna e, puntando deciso al cappotto, chiama nuovamente Bazza. In uno dei palii più turbolenti del novecento, il Drago subisce però un brutto scherzo dalla sorte: Bazza infatti si infortuna durante le fasi della mossa e deve ritirarsi.
Bazza si rifà però già l'anno seguente. Il 16 agosto 1967 torna nella Selva e monta la quasi omonima cavalla Selvaggia. Nettamente favorito per quella carriera è il Bruco, con il grande Ciancone su Arianna. Aiutato anche dal mossiere Jago Fuligni (che cala i canapi quando l'Aquila, di rincorsa, è ancora fuori di diversi centimetri), Ciancone parte fulmineamente e spinge alla grande Arianna. Sembra fatta per il Bruco, ma la stremata Arianna non riesce a girare all'ultimo San Martino: per Bazza, che segue a ruota, è facile prendere la testa, vincendo così il suo quarto palio.
La quinta affermazione per il fantino maremmano giunge tre anni dopo, quando veste il giubbetto della Giraffa. Il cavallo da montare è uno dei più grandi di sempre, Topolone, che pur non giovanissimo (16 anni), ha ancora qualcosa da mostrare alla Piazza. Altra favorita è l'Oca, con Aceto su Sambrina (vincitrice l'anno precedente per l'Onda), che parte di rincorsa. Probabilmente alcuni fantini vendutisi all'Oca cercano di lasciare un buono spazio per l'ingresso di Aceto, provocando così lo "schiacciamento" verso i canapi di quasi tutte le contrade. Solo Drago e Giraffa partono bene, ma Bazza viene già superato a San Martino dalla Torre. Al secondo San Martino prende il comando la Selva, mentre il Drago, la cui cavalla Gabria è sfinita, non riesce nemmeno a girare. Bazza spinge Topolone e, superata la Torre, si lancia all'inseguimento della Selva. Il sorpasso ha luogo al secondo Casato: a quel punto Bazza e Topolone mantengono saldamente la prima posizione, regalando il successo alla Giraffa.
Ad agosto dell'anno seguente Bazza torna a correre per la Giraffa, montando l'ottimo Orbello, con cui ha già corso senza successo il palio di luglio per il Montone. Favorita è la Torre, che può contare sulla forza di Topolone, montato da Canapino. Ma all'ingresso della Chiocciola di rincorsa, il binomio di Salicotto impatta sul canape, favorendo così l'allungo di Tartuca, Leocorno e Giraffa. Le tre contrade restano a condurre la gara per tutti i primi due giri, con la Tartuca di Rondone su Musella che pare imprendibile. All'ultimo Casato però la Tartuca, complice la stanchezza di Musella, rallenta notevolmente. Leocorno e Giraffa tentano di approfittarne, e sul filo di lana la spunta proprio la contrada di Provenzano, che vince il terzo palio su 5 disputati dal 1967. Per Bazza è la sesta vittoria, ma sarà anche l'ultima della sua carriera.
Nel 1973, al palio di luglio, si verifica un episodio curioso. Il figlio di Bazza, Massimo Alessandri, esordisce al Palio. Subito soprannominato "Bazzino", in chiaro riferimento al padre, Massimo corre proprio contro il padre Eletto: è la prima volta nel XX secolo che padre e figlio si affrontano nel Palio di Siena. Mentre la corsa di Bazzino non è delle migliori, Bazza compie un'ottima carriera, venendo però beffato a un soffio dal traguardo. Nel Drago su Mirabella, Bazza scatta terzo alle spalle di Bruco e Nicchio e tallonato dalla Lupa. Al secondo San Martino le due battistrada cadono a causa del reciproco ostacolo, lasciando via libera a Drago e Lupa. Bazza spinge alla grande Mirabella, ma Tristezza, fantino della Lupa, non molla di un centimetro, grazie alla potenza del proprio soggetto Panezio (il cavallo più vittorioso del XX secolo, con 8 successi, insieme al campione degli anni trenta e quaranta Folco). All'ultimo Casato il desiderio di vittoria della Lupa, all'epoca nonna del Palio, si concretizza in un sorpasso che ha un sapore amaro per Bazza.
Nel frattempo il "duello padre-figlio" continua: il 2 luglio 1974 Bazza corre per il Leocorno e gode dei favori del pronostico, potendo montare proprio Panezio; il figlio Bazzino invece veste ancora il giubbetto del Montone, montando Pancho. La partenza di Bazza è ottima: terzo dietro a Bruco e Torre, il fantino maremmano pare poter riuscire nel sorpasso, quando al primo Casato una caduta generale lo estromette dai giochi. La carriera riserva comunque una soddisfazione per Bazza, che vede vincere il figlio: Bazzino infatti, riuscito a mantenersi a ridosso dell'Oca di Aceto, supera il blasonato rivale al terzo e ultimo Casato e vince il suo primo palio.
I due fantini correranno nuovamente l'uno contro l'altro in altri 2 palii: il 16 agosto 1974 (Bazza nella Giraffa e Bazzino ancora nel Montone) e il 17 agosto 1975 (Bazza nell'Aquila e Bazzino nella Torre). Quest'ultimo è il palio dell'addio di Bazza, che conclude la sua gloriosa carriera di fantino di Piazza del Campo.

## Presenze al Palio di Siena
| Palio             | Contrada     | Cavallo         | Note   |
| ----------------- | ------------ | --------------- | ------ |
| 16 agosto 1947    | Drago        | Noce            | scosso |
| 2 luglio 1949     | Chiocciola   | Lirio           |        |
| 16 agosto 1949    | Chiocciola   | Noce            |        |
| 28 maggio 1950    | Drago        | Lola            |        |
| 2 luglio 1951     | Chiocciola   | Titina          |        |
| 16 agosto 1951    | Chiocciola   | Titina          |        |
| 2 luglio 1952     | Valdimontone | Joras           |        |
| 16 agosto 1952    | Drago        | Sarò o non Sarò |        |
| 2 luglio 1956     | Civetta      | Mariolo         |        |
| 16 agosto 1956    | Civetta      | Velka           |        |
| 16 agosto 1957    | Drago        | Capriola        |        |
| 2 luglio 1958     | Drago        | Serenata        | scosso |
| 2 luglio 1963     | Civetta      | Arianna         |        |
| 2 luglio 1965     | Drago        | Arianna         | scosso |
| 16 agosto 1965    | Selva        | Arianna         |        |
| 2 luglio 1966     | Drago        | Topolona        |        |
| 2 luglio 1967     | Civetta      | Arianna         |        |
| 16 agosto 1967    | Selva        | Selvaggia       |        |
| 24 settembre 1967 | Chiocciola   | Selvaggia       |        |
| 2 luglio 1968     | Torre        | Pasquino        |        |
| 16 agosto 1968    | Torre        | Sambrina        | scosso |
| 2 luglio 1969     | Nicchio      | Leda            |        |
| 21 settembre 1969 | Lupa         | Samanta         |        |
| 2 luglio 1970     | Giraffa      | Topolone        |        |
| 16 agosto 1970    | Nicchio      | Samanta         |        |
| 2 luglio 1971     | Valdimontone | Orbello         |        |
| 16 agosto 1971    | Giraffa      | Orbello         |        |
| 2 luglio 1972     | Giraffa      | Gavottina       |        |
| 16 agosto 1972    | Drago        | Satiro          | scosso |
| 17 settembre 1972 | Aquila       | Pindaro         |        |
| 2 luglio 1973     | Drago        | Mirabella       |        |
| 16 agosto 1973    | Leocorno     | Pitagora        |        |
| 2 luglio 1974     | Leocorno     | Panezio         | scosso |
| 16 agosto 1974    | Giraffa      | Ringo           |        |
| 2 luglio 1975     | Aquila       | Pitagora        | scosso |
| 17 agosto 1975    | Aquila       | Saputello       |        |